# Варсеги, Йожеф
Йожеф Варсеги (венг. Várszegi József; 7 сентября 1910 — 12 июня 1977) — венгерский легкоатлет-копьеметатель, призёр Олимпийских игр.
Йожеф Варсеги родился в 1910 году в Дьёре, в юности начал заниматься спортом в местном клубе, в 1933 году завоевал золотую медаль Универсиады. В 1934 году он принял участие в чемпионате Европы, но стал лишь пятым, а в 1936 году на Олимпийских играх в Берлине был восьмым. В 1938 году он вновь принял участие в чемпионате Европы, и на этот раз завоевал бронзовую медаль.
В 1948 году Йожеф Варсеги принял участие в Олимпийских играх в Лондоне, где завоевал бронзовую медаль. В 1952 году на Олимпийских играх в Хельсинки он стал лишь 23-м, и впоследствии завершил спортивную карьеру.